# ビルキルカラ

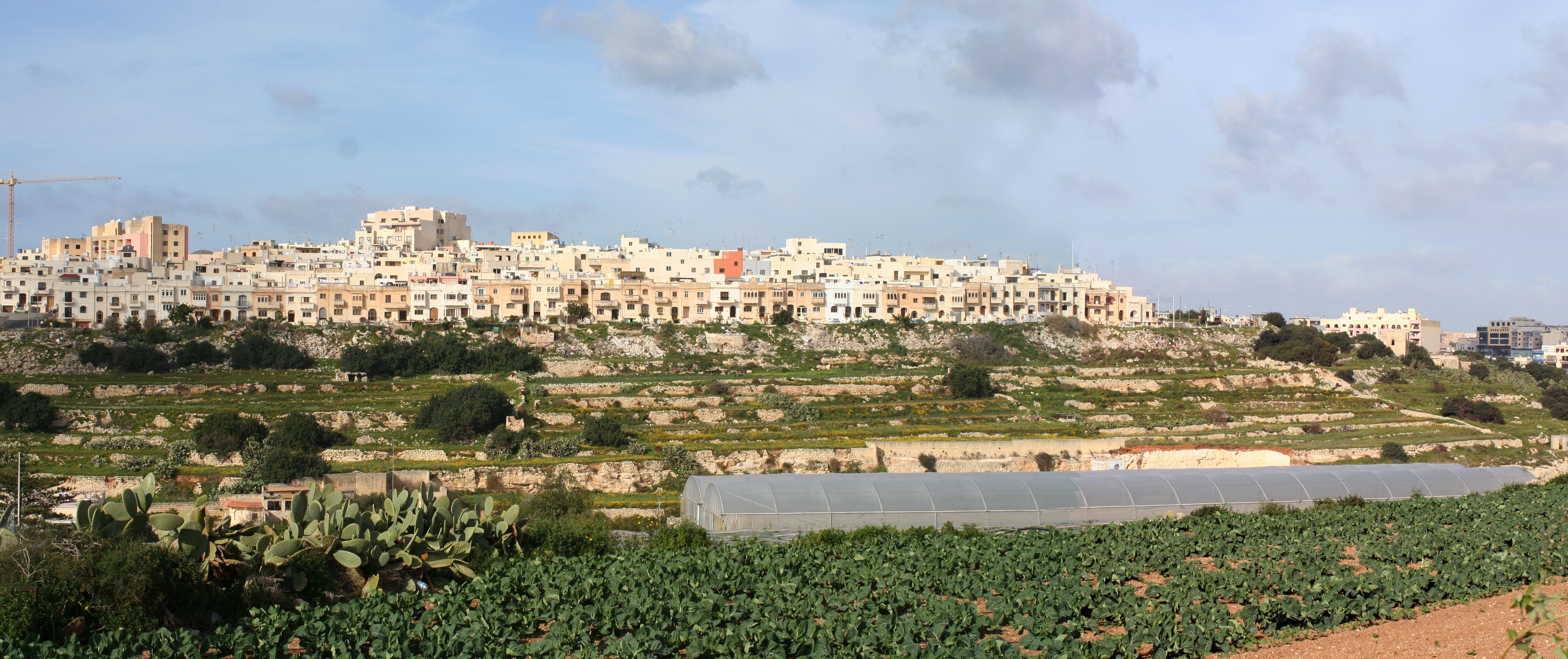
ビルキルカラの住宅地

ビルキルカラ（マルタ語:Birkirkara）は、マルタの都市。マルタ島の中部、マルタの首都バレッタから約4km西に位置する。人口は2万2247人（2014年）。マルタを代表するサッカークラブであるビルキルカラFCの拠点であることでも有名である。